# Kabupaten de Bandung occidental
Pour les articles homonymes, voir Bandung (homonymie).
Le kabupaten de Bandung occidental, en indonésien Kabupaten Bandung Barat, est un kabupaten situé au centre de la province indonésienne de Java occidental, créé en 2007 par détachement de celui de Bandung. Son chef lieu est Ngamprah (6° 49′ 45″ S, 107° 29′ 46″ E).

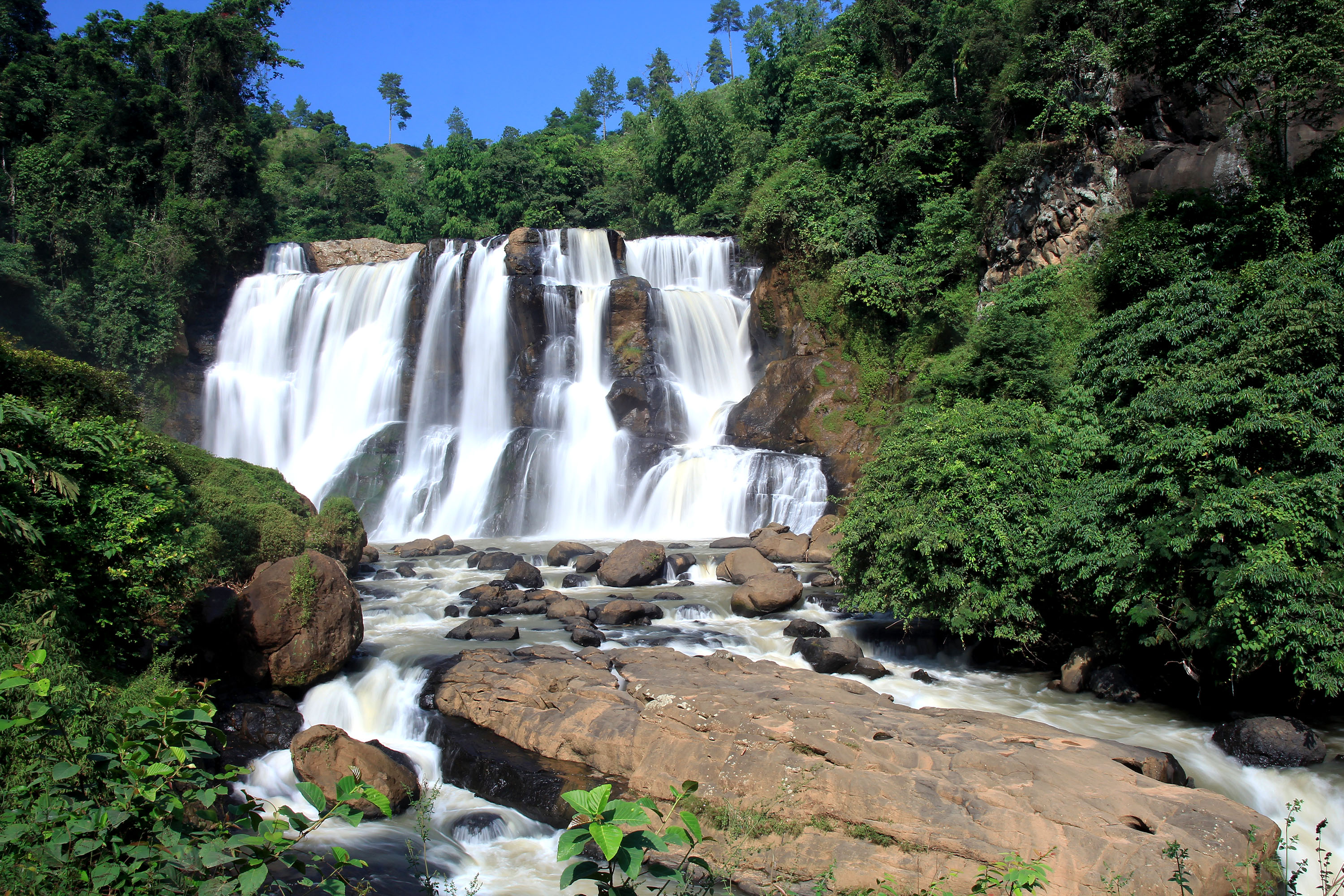
Chutes de Malela

## Géographie
Le kabupaten de Bandung occidental est bordé :
- À l'ouest et au nord, par ceux de Purwakarta et Subang,
- À l'est, par celui de Bandung et la kota de Cimahi,
- Au sud et l'est par le kabupaten de Cianjur.

Sa superficie représente 42,9 % de celle de l'ancien kabupaten de Bandung.

## Histoire
L'idée d'une division du kabupaten de Bandung est née en 1999.
Dans un premier temps, un morceau du kabupaten, la ville de Cimahi, a été élevée au rang de kota comprenant 3 districts.
Les arguments justifiant la création d'un nouveau kabupaten étaient :
- La superficie relativement importante (2 325 km²) de l'ancien,
- Sa population, également assez importante (4,3 millions d'habitants en 2002).

## Divers
Le kabupaten abrite l'observatoire Bosscha, le plus ancien d'Indonésie (1923).

## Source
- Site du gouvernement du kabupaten : www.bandungbaratkab.go.id